# ج. کمبل (بازیکن فوتبال)
ج. کمبل (انگلیسی: J. Campbell؛ زادهٔ ۱ ژانویهٔ ۱۹۰۰) بازیکن فوتبال اهل بریتانیا است.
از باشگاه‌هایی که در آن بازی کرده‌است می‌توان به باشگاه فوتبال برنلی اشاره کرد.